# Пелістер

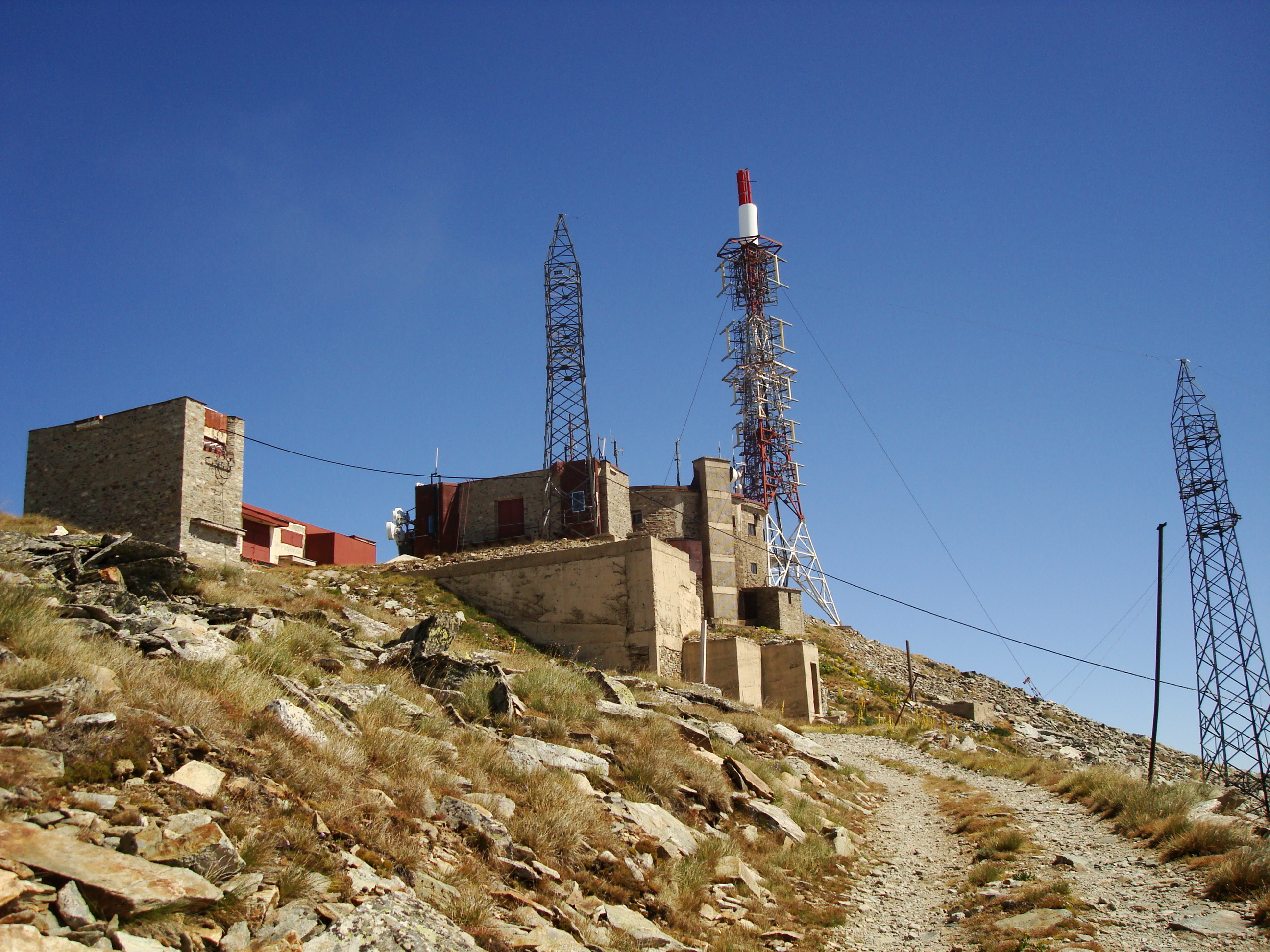
Пелістер — 2601 м

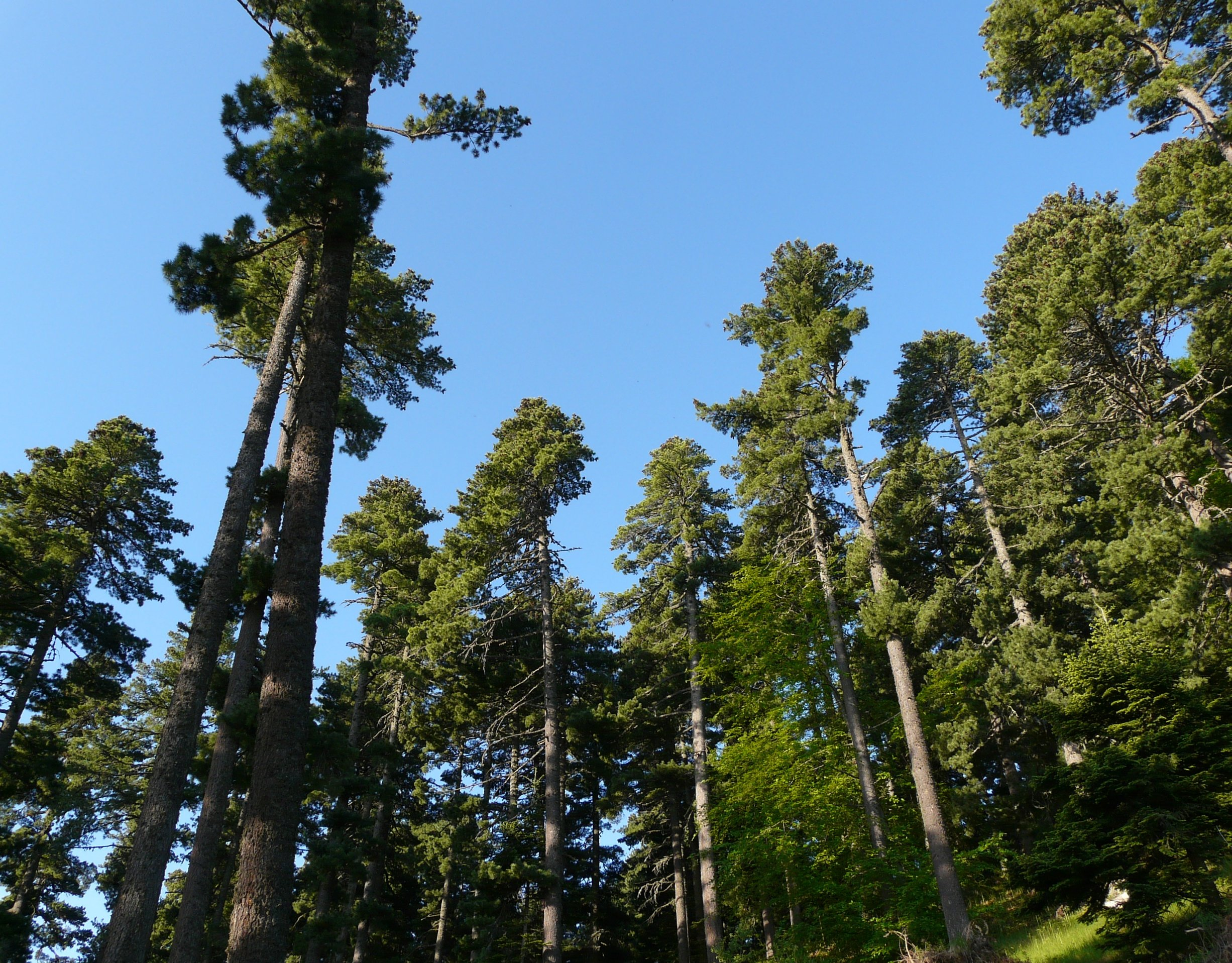
Молікі в національному парку Пелістер

Пелістер — найвища вершина Баба-Планіна, і з висотою 2601 м над рівнем моря є третьою за висотою гірською вершиною в Македонії. Часто назва вершини Пелістер використовується як назва самої Баби-Планіни та синонім міста Битола. Також Пелістер був оголошений національним парком у 1948 році, загальна площа його — 17 150 гектарів, а географічне положення парку — 40° 57' пн. ш. та 21° 14' сх. д. Він охоплює вершину Пелістер і тягнеться на схилах Баби-Планіни.

## Походження назви
Назва Пелістер походить з античності, тобто, ймовірно, її дали древні македонські племена Пелагонці та Лінкестіді, які жили трохи нижче гори Баба, в цій частині рівнини Пелагонія.
У народі існує легенда, що назва Пелістер походить від слів «п'ять листочків». Поєднання белі+стені = белістені = пелістер — один із можливих варіантів походження назви Пелістер. Існує також думка, що назва «Пелістер» — це поєднання бел+істер = бел-істер = пелістер. Аналогією взята назва півострова Істрія та низка інших топонімів, оронімів тощо з дослов'янських часів, у т. з. Давньовенеціанський період. Значення «істер» і сьогодні використовується в македонській мові, як і тисячоліття тому, що означає те, що було вигнане, піднесене або у висоту, або в море тощо. Нагадаємо, стара назва річки Дунай — також Істер!
Така ж назва дана горі Пелістер (грец. Λάκμος, Лакмос або Περιστέρι, Перістері) у прикордонній зоні між Епіром та Фессалією як продовження гряди з Пінд.

## Географія

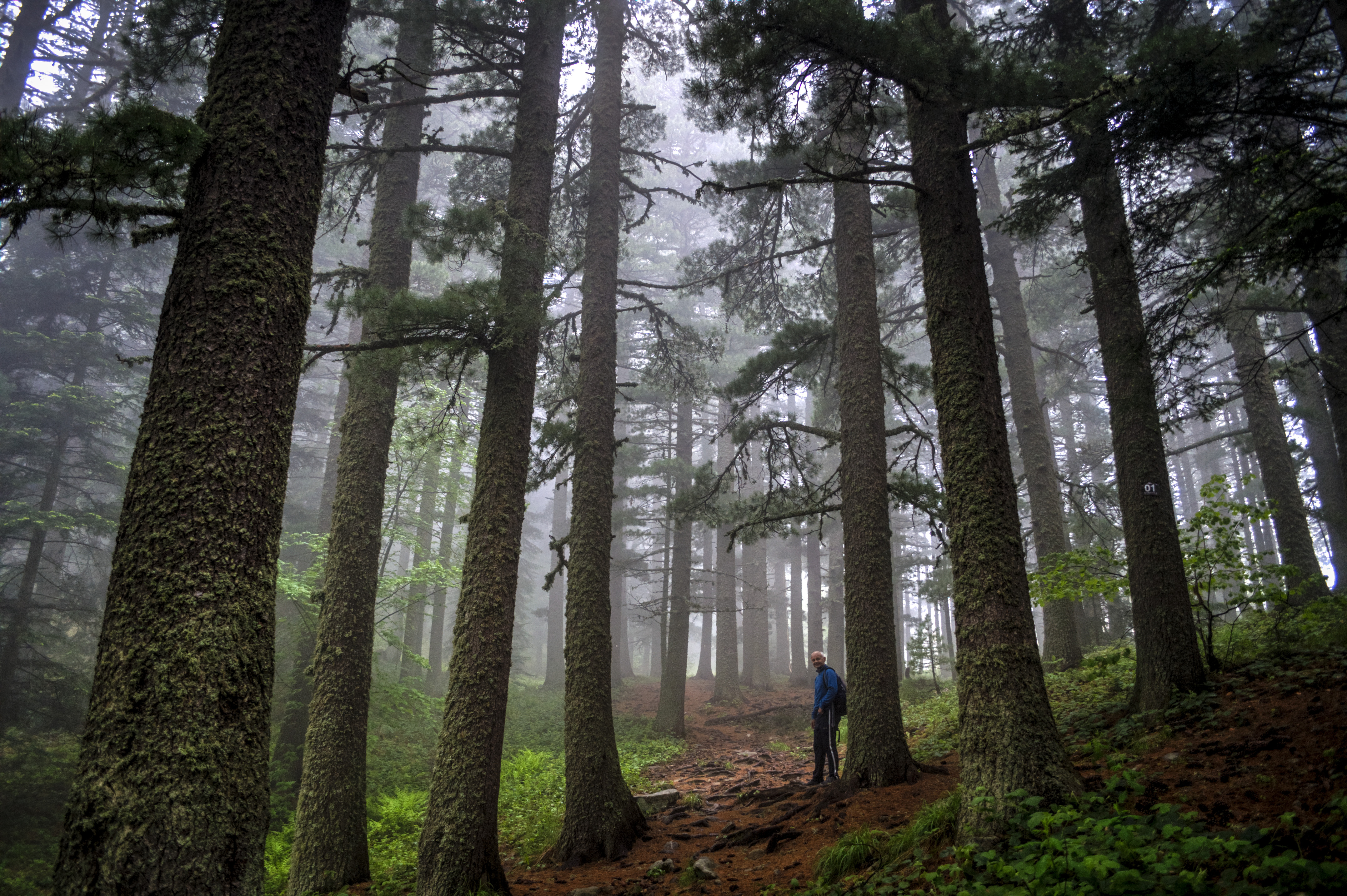
Ліс на горі Баба

Національний парк Пелістер розташований у південно-західній частині Республіки Македонія та займає площу 17 150 га. Він був оголошений у 1948 році першим природним заповідником у Македонії. Він був повторно оголошений, а його територія збільшена приблизно на 6500 га законом у грудні 2007 року. Характеризується низкою вершин і висот понад 2000 метрів, які розділені глибокими долинами. Найвища гора — Пелістер (2601 м). Із форм рельєфу Пелістер найбільш вражають т. з. скелясті річки. Це схили рельєфу, заповнені осадковими гірськими породами різного складу.

## Гідрографія
Із гідрографічних об'єктів особливу природну привабливість мають два льодовикові озера Пелістерські Очі — Велике та Мале озера Пелістер, також відомі як «Гірські очі».

## Флора і фауна

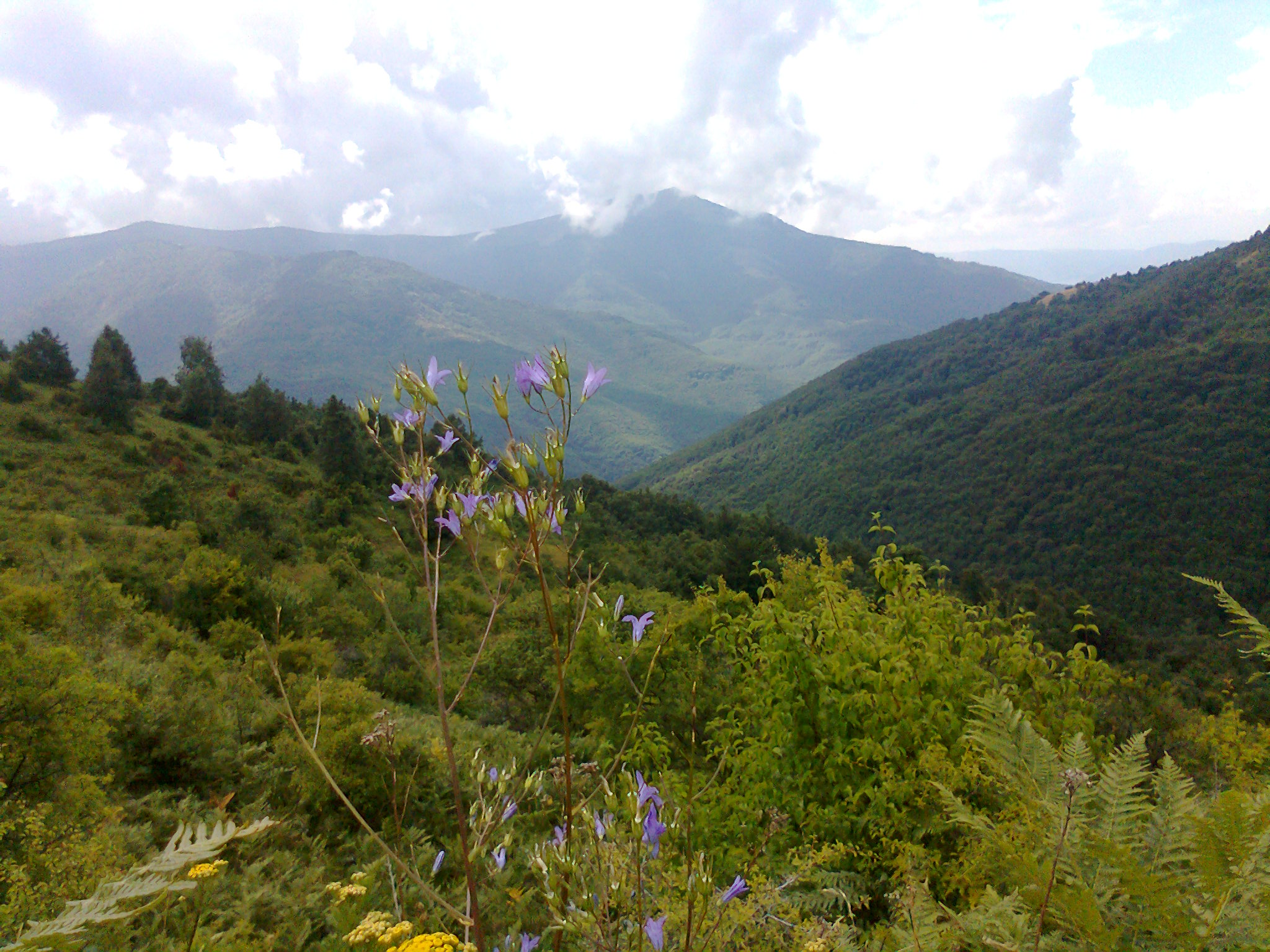
Зразки флори Пелістера.

Флора Пелістера дуже різноманітна, звідси її специфічне ботанічне значення. Тут зростає 88 видів дерев, що становить 29 % від загальної дендрофлори Македонії. У рослинності НП Пелістер міститься 21 рослинна спільнота, з них 8 — лісова та 13 — трав'яна. З лісових порід дерева найціннішою є моліка — автохтонний вид п'ятикутної сосни з третинним віком, що зростає лише в декількох горах на Балканському півострові. Діапазон висот зростання моліки на Пелістері становить від 600 до понад 2200 метрів.
НП Пелістер — це класичне місце для понад 20 видів рослин, 2 з яких є місцевими ендеміками. До хребетних належать: 10 видів земноводних, 15 видів плазунів, 91 вид птахів і 35 видів ссавців. Із риб важливо відзначити наявність ендемічного пструга струмкового (Salmo trutta peristericus) та пелагонської струмкової форелі (Salmo trutta pelagonicus).

## Ендемічні види
Фауна:
- Salmo trutta peristericus (струмкова форель)
- Salmo trutta pelagonicus (струмкова форель)
- Iliodromus peristericus (остракоди)
- Eucypris diebeli (остракоди)
- Niphragus pancici peristericus (креветки амфіподи)-велике озеро
- Arcticocampus macedonicus (гарпактичні креветки)
- Brachydesmus peristerensis (сороконіжка Пелістера)
- Alpaeus macedonica (твердокрилі комахи)
- Cychrus atenuatus peristericus (твердокрилі комахи)
- Duvaliotes peristericus (твердокрилі комахи)
- Platyduvalius macedonicus (твердокрилі комахи)
- Trechus hajeki (твердокрилі комахи)
- Scythris crypta (маленькі метелики)
- Scythris similis (маленькі метелики)
- Hadena clara macedonica (нічний метелик)

Флора:
- Alchemilla peristerica (небесна роса пелістера)
- Sempervivum octopodes (один із двох ендемічних видів сторожового дому)
- Jovibarba heuffelii var (один із двох ендемічних видів сторожового дому)
- Crocus pelistericus (крокус пелістера)
- Festuca pelisterica (костриця пелістера)

## Галерея

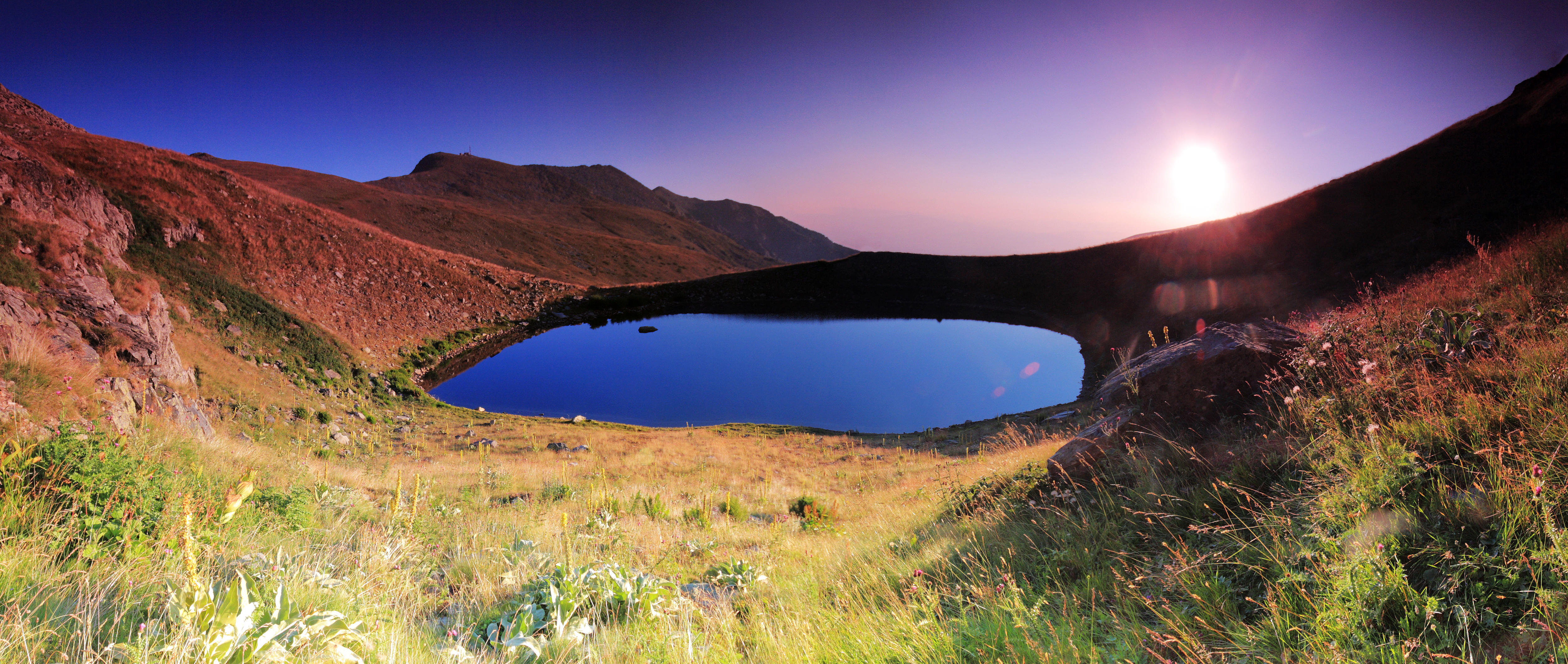
Вид на Маленьке озеро при сході сонця
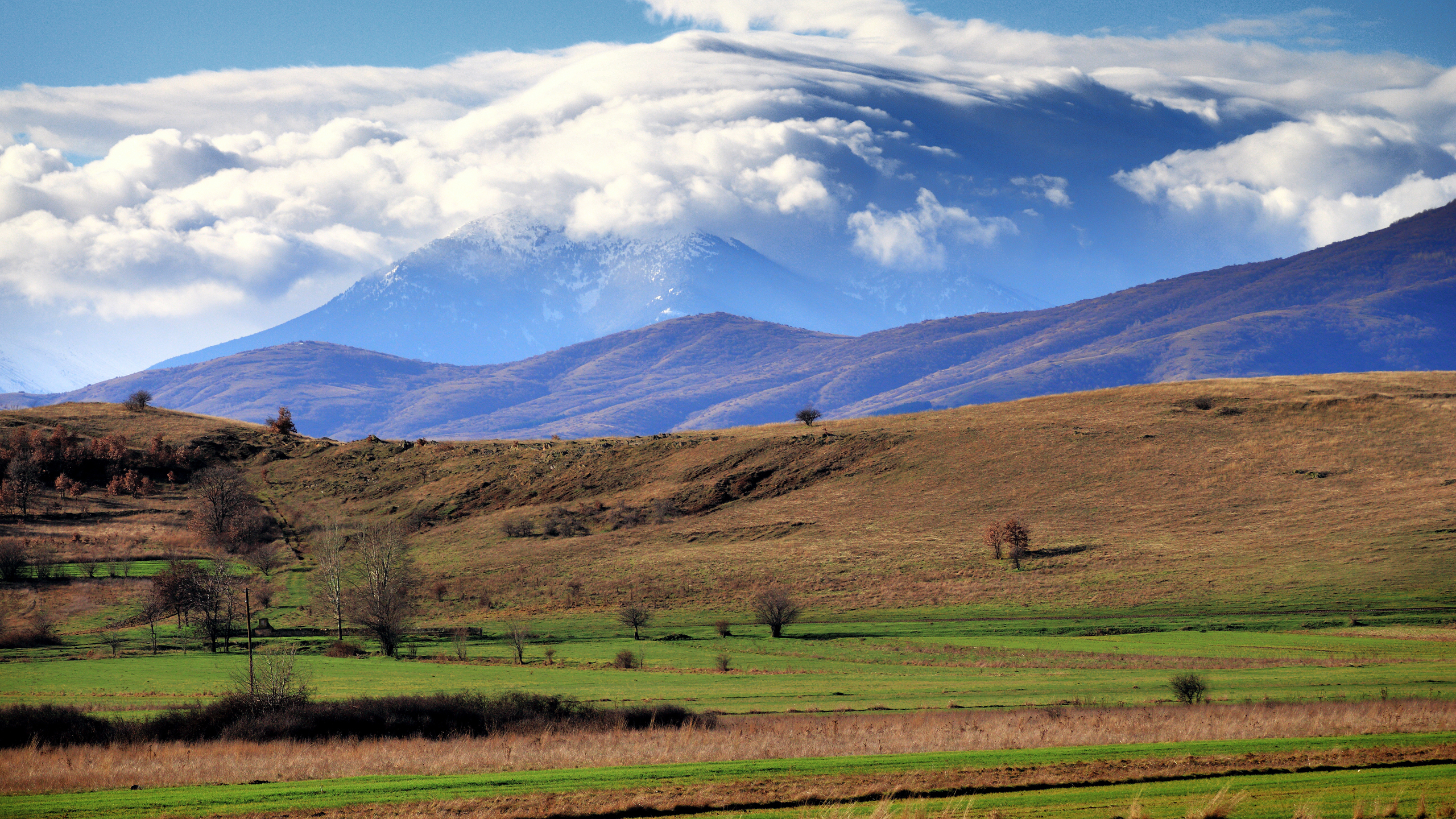
Пелістер, оповитий туманом, вид із Пелагонії
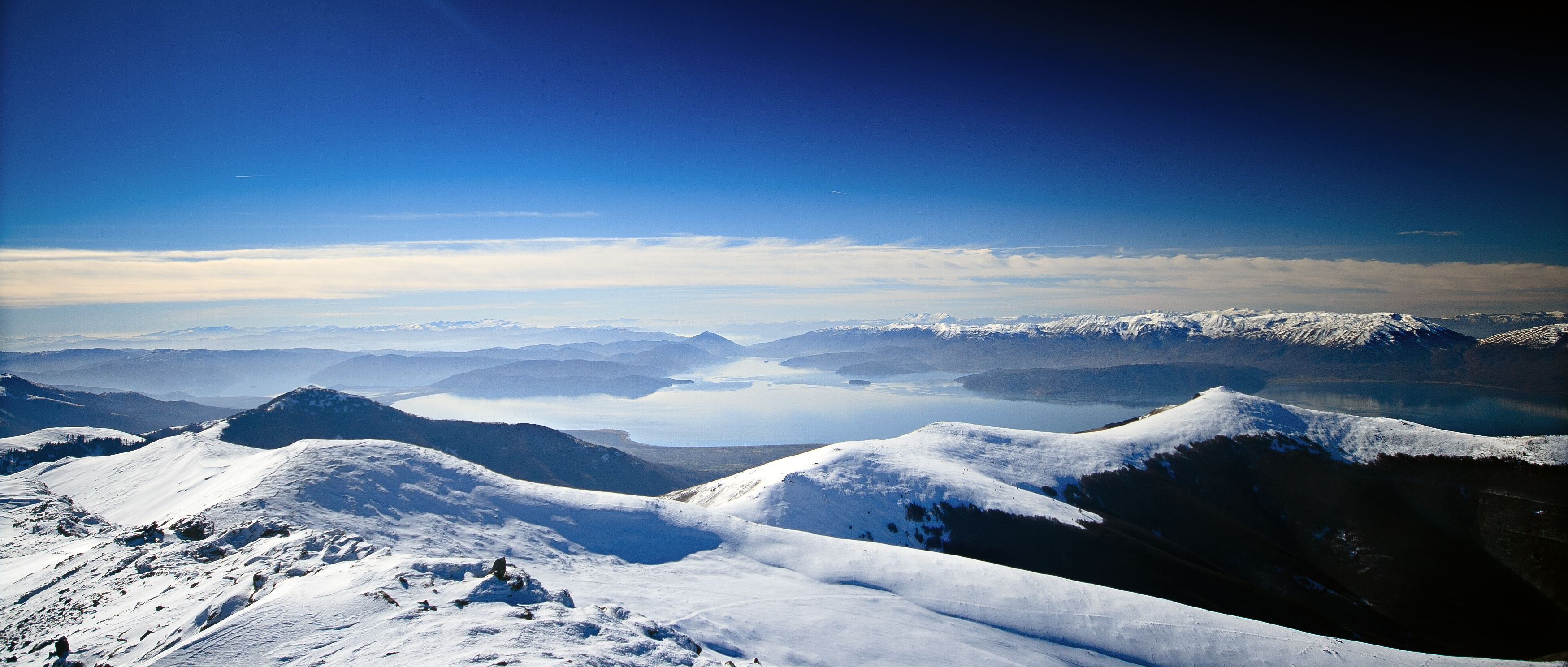
Пелістер взимку
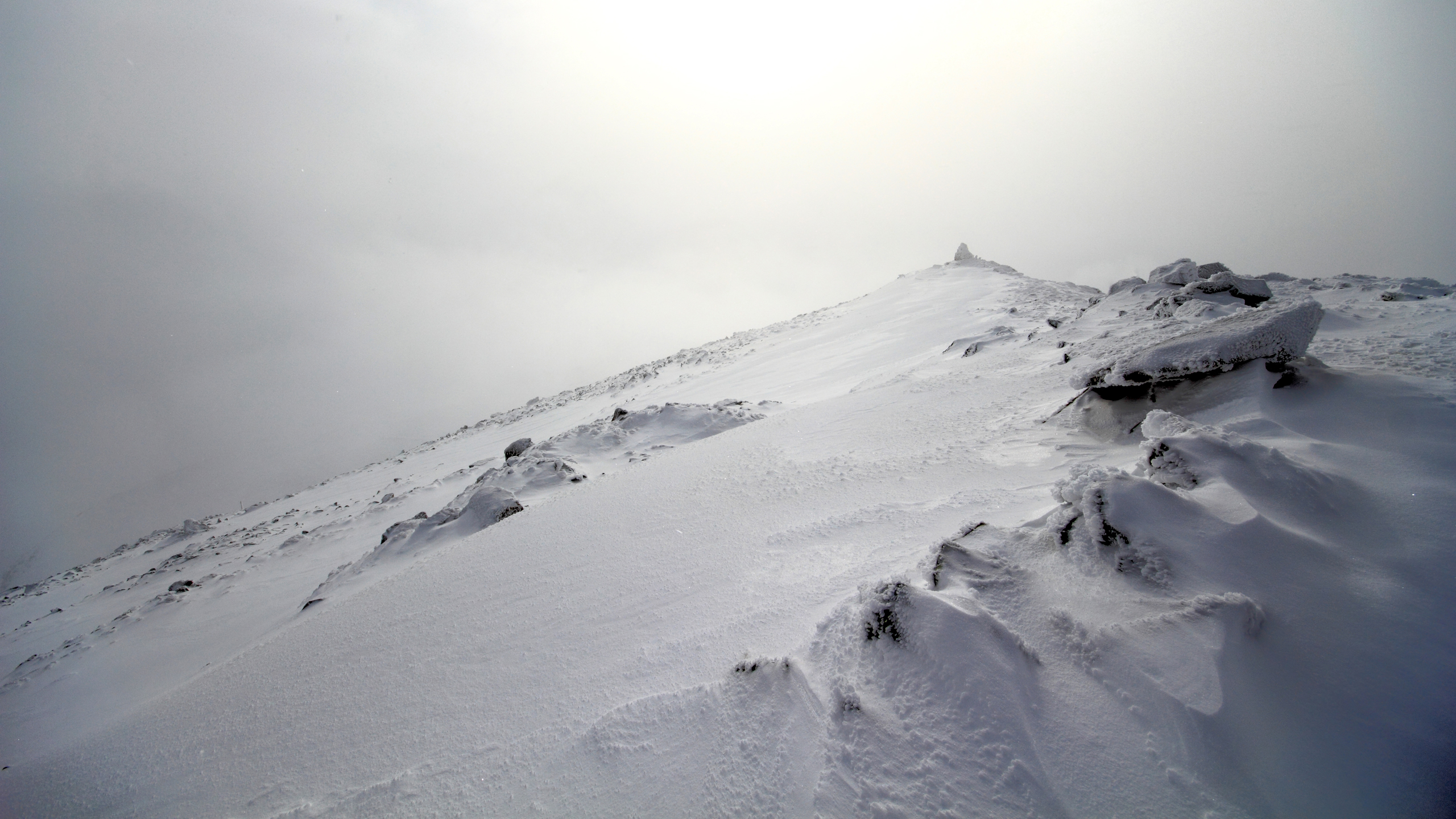
Зимовий хребет Пелістер
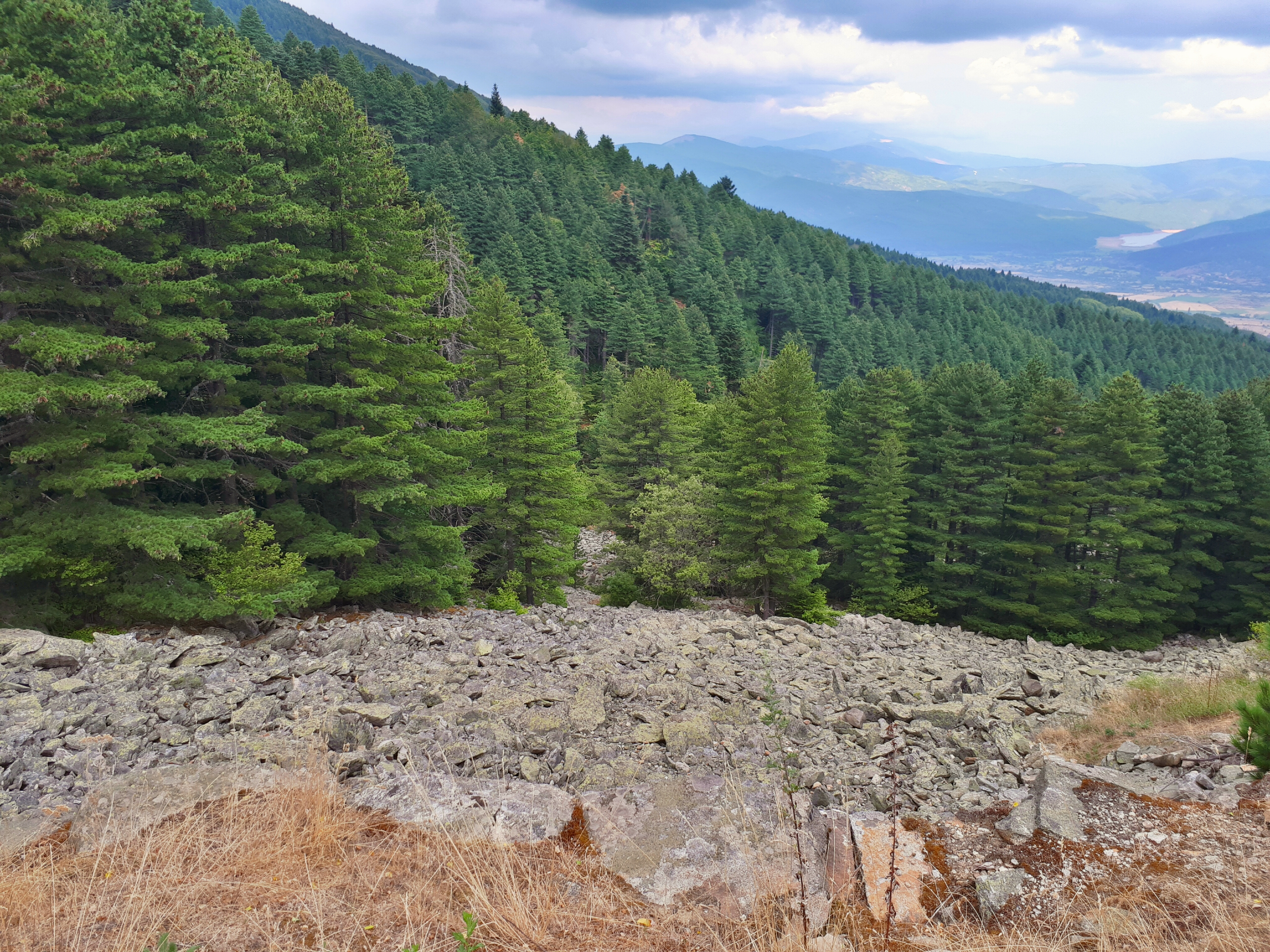
Моліка на Пелістері
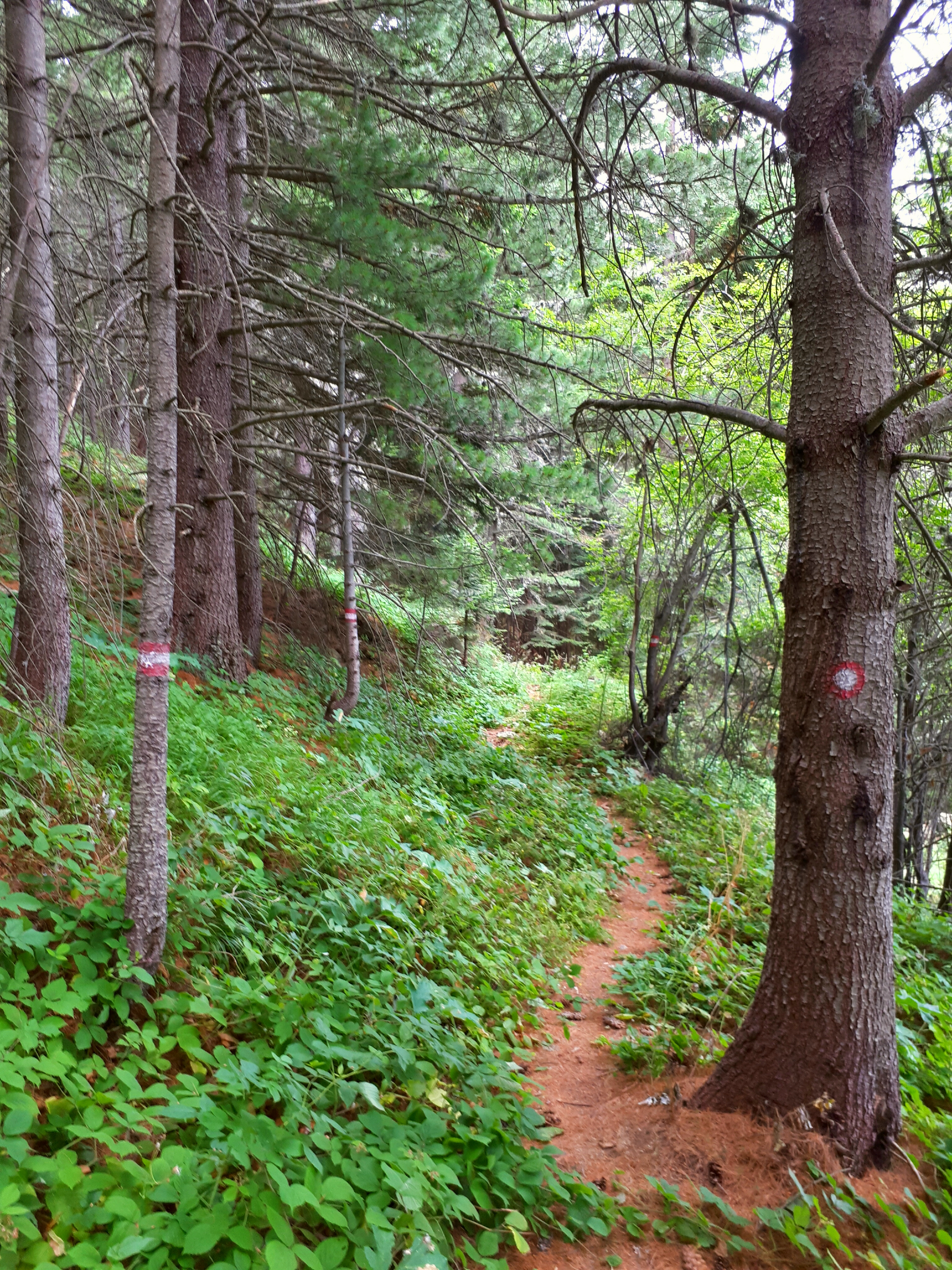
Лісова стежка
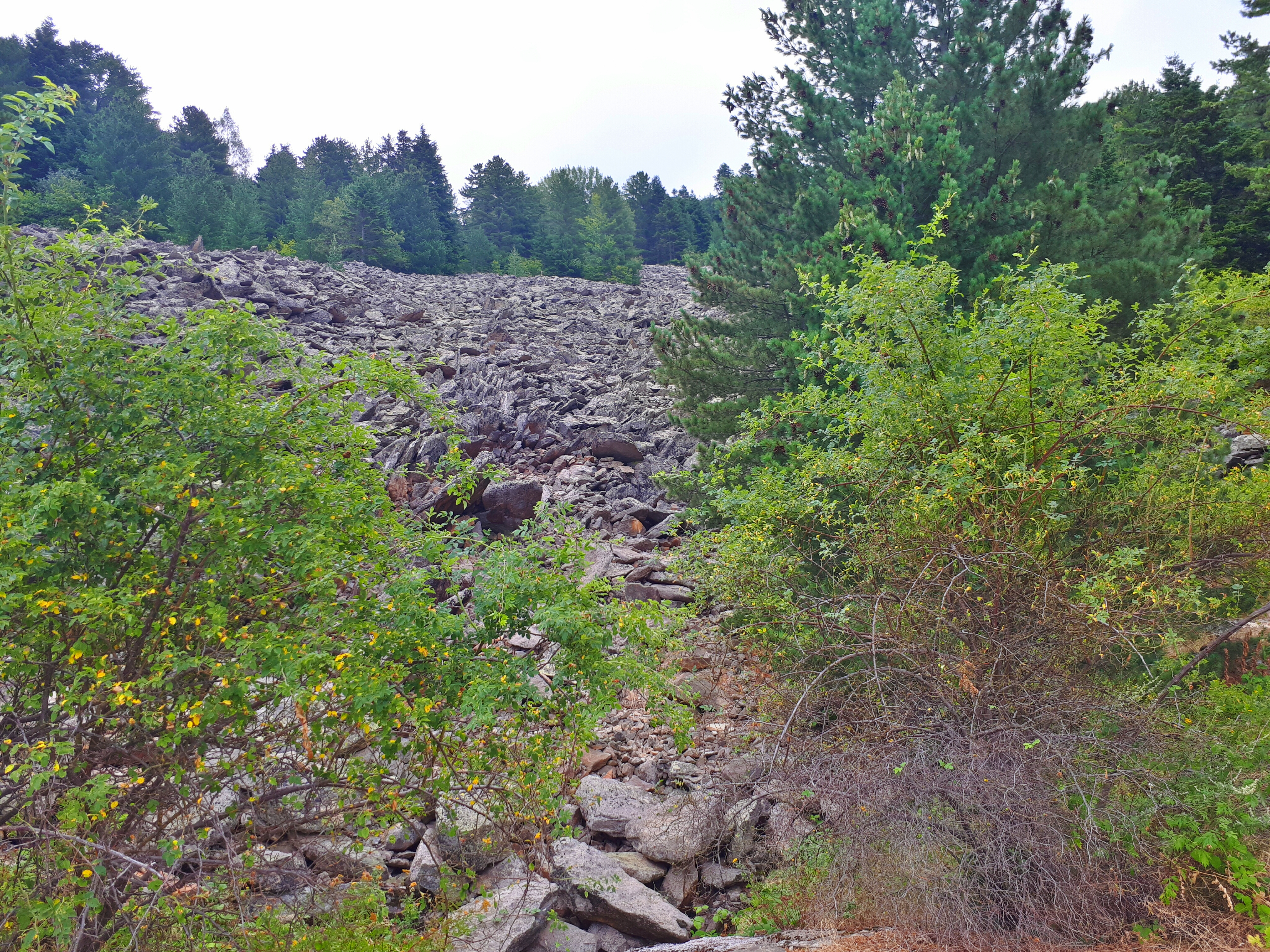
Кам'яна річка